# Salamkanci
Salamkanci is een bestuurslaag in het regentschap Magelang van de provincie Midden-Java, Indonesië. Salamkanci telt 3873 inwoners (volkstelling 2010).